# Emperor Range
De Emperor Range is een bergketen op het eiland Bougainville in Papoea-Nieuw-Guinea. In deze bergketen bevinden zich meerdere vulkanen. De hoogste berg van het eiland bevindt zich in de reeks en is de Mount Balbi.

## Vulkanen
Van noordwest naar zuidoost heeft het eiland de vulkanen:
- Mount Balbi
- Billy Mitchell
- Bagana
- Loloru